# Armentières
Armentières – miejscowość i gmina we Francji, w regionie Hauts-de-France, w departamencie Nord.
Według danych na rok 2018 gminę zamieszkiwało 25 140 osób, a gęstość zaludnienia wynosiła 4003.1 osób/km² (wśród 1549 gmin regionu Nord-Pas-de-Calais Armentières plasuje się na 20. miejscu pod względem liczby ludności, natomiast pod względem powierzchni na miejscu 571.).

## Armentières w sztuce teatralnej
W Armentières toczy się akcja sztuki teatralnej Die Soldaten (Żołnierze), niemieckiego pisarza Jakoba Michaela Reinholda Lenza. Z tego dzieła powstało libretto do jedynej opery Bernda Aloisa Zimmermanna o tej samej nazwie. Wystawiła ją w Teatrze Wielkim w Warszawie we wrześniu 1971 Deutsche Oper am Rhein .

## Współpraca
- Osterode am Harz, Niemcy
- Stalybridge, Wielka Brytania
- Litoměřice, Czechy